# Delahaye
Delahaye je nekdanja francoska tovarna in moštvo Formule 1, ki je v prvenstvu sodelovalo v sezoni 1952. 